# Ензорит

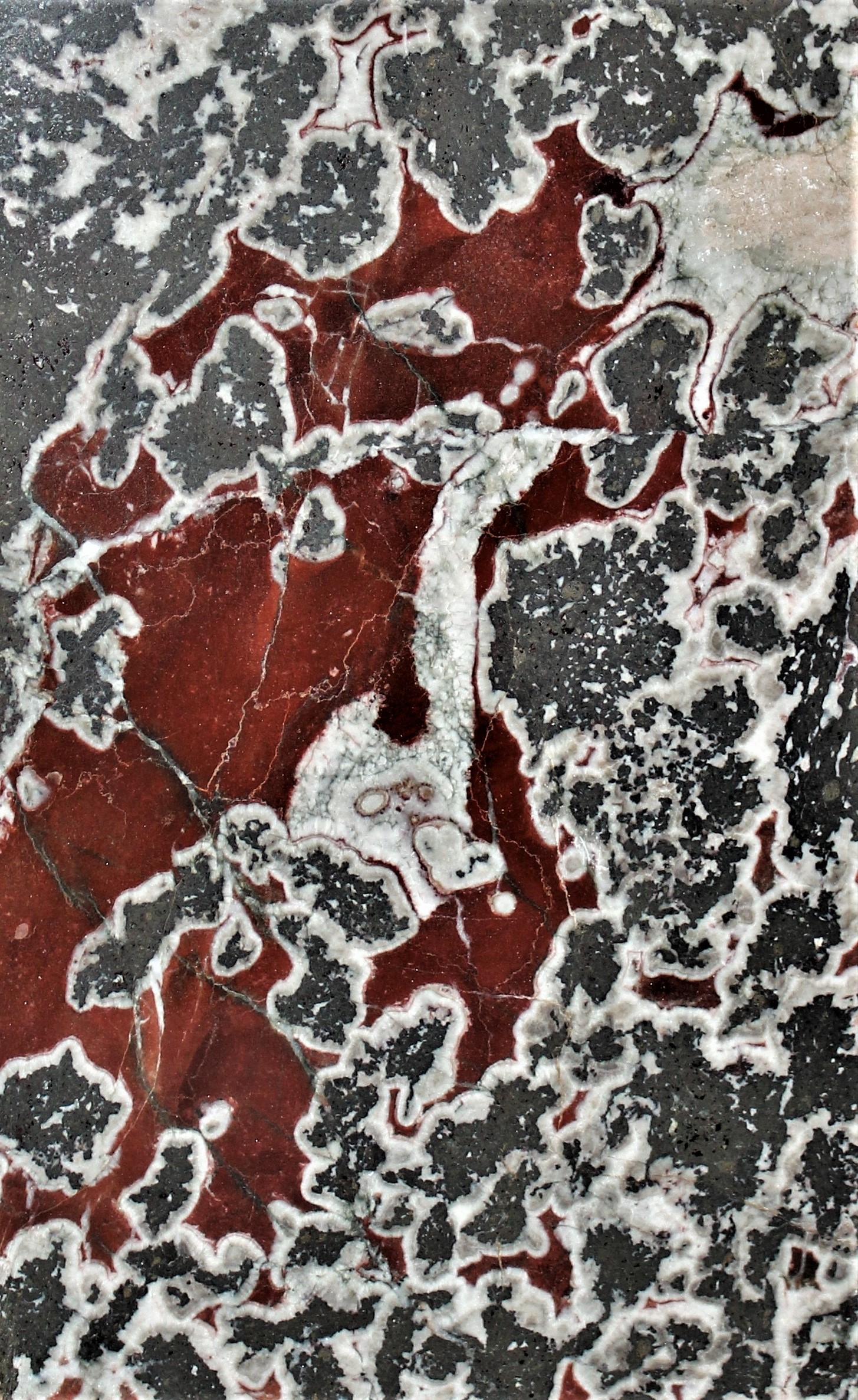
Поверхность ензорита

Ензори́т — горная порода вулканического происхождения. Представляет собой трахибазальт, который после образования, подвергся дроблению с гидротермальной цементацией кальцием. По состоянию на 2020 год, ензорит был обнаружен только на территории Ямало-Ненецкого автономного округа, в долине реки Ензор-Яха.

## Название
Ензорит был назван от реки Ензор-Яха, в долине которой был обнаружен в 1973—1975 годах геологом Владимиром Вороновым при проведении геологической съёмки Щучьинской площади. Автор названия — Владимир Воронов (отказался от предложения назвать камень «воронитом»).

## Места обнаружения
Помимо долины Ензор-Яха ензорит был в конце 1990-х годов обнаружен также в Войкарской геологической зоне и вблизи озера Варчато.

## Описание
Ензорит — трахибазальт, который после образования подвергся дроблению с гидротермальной цементацией кальцием.
Основные характеристики ензорита (в описании кандидата геолого-минералогических наук Михаила Попова):
- Текстура — пятнистая, пористая, брекчевидная;
- Структура — мелкозернистая, брекчевидная;
- Твёрдость — низкая, встречаются небольшие пустоты;
- Иные данные. Встречаются пятна и жилки с глинистым материалом и гидроокислами железа. Также встречаются кальцитовые вкрапления белого, серого и бело-жёлтого цвета. Глинисто-железистые образования буровато-красного цвета. Плотный и хорошо поддаётся полировке.

## Разновидности ензорита
Доктор геолого-минералогических наук В. А. Душин выделил три разновидности ензорита:
- «Блочный ензорит» — массивная, слегка трещиноватая порода. Обладает очень высоким декоративным качеством. Блочность — до 0,8 метров;
- «Рассланцованный ензорит» — слоистая и трещиноватая разновидность бледной окраски. Блочность 0,2 — 0,3 метра. Декоративность — низкая;
- «Трещиноватый ензорит» — сильно трещиноватая разновидность со множеством красно-бурых пятен. Блочность — до 0,3 метра.

## Практическое применение
Как поделочный камень ензорит используется с 1980-х годов. Основная продукция из ензорита: шары, каменные панно и шкатулки.